# مرتضی مشفق کاظمی
سیّد مرتضی مشفق کاظمی (۱۲۸۱–۱۳۵۶) نویسنده ایرانی بود. مشهورترین رمان وی تهران مخوف نام دارد که در حقیقت نخستین رمان اجتماعی فارسی به شمار می‌رود.

## زندگی
مشفق کاظمی در سال ۱۲۸۱ خورشیدی در محله عودلاجان تهران زاده شد. پدرش میرزا رضا نام داشت و تفرشی بود و مدتی کارمند وزارت داخله و وزارت مالیه. مشفق کاظمی رشته حقوق را در برلین خوانده بود و روزنامه‌نگار بود.
مشفق کاظمی، پس از پایان تحصیلاتش در مدرسه دارالفنون برای ادامه تحصیل به آلمان و سپس به فرانسه رفت و حقوق و علوم سیاسی خواند. به ایران که بازگشت، مدتی در وزارت فواید عامه مشغول به کار شد. در سال ۱۳۰۶ به عدلیه رفت و چندی بعد در سال ۱۳۱۲ به وزارت امور خارجه منتقل شد. در وزارت خارجه، مدتی رئیس دفتر بود. بعد رئیس تشریفات شد و سپس به معاونت این وزارتخانه رسید. مدتی هم وزیرمختار ایران در سوریه و سفیر ایران در هند بود. حدوداً ۱۸ ساله بود که تهران مخوف را نوشت و چون در آن زمان پولی برای انتشارش به صورت کتاب نداشت، کتاب را برای روزنامه ستاره ایران فرستاد. سردبیر روزنامه، مایل تویسرکانی، با خواندن دستنویس این رمان، چنان به وجد آمد که رمان مشفق کاظمی را با آثار «ویکتور هوگو» و «آناتول فرانس» مقایسه کرد و تهران مخوف در این روزنامه به صورت پاورقی منتشر شد و مدتی بعد، به صورت کتابی مستقل و دو جلدی درآمد و اخیراً نیز، هر دو جلد آن در یک کتاب، از طرف انتشارات امید فردا، بعد از سال‌ها که از چاپ قبلی آن می‌گذرد، منتشر شده‌است. مشفق کاظمی همچنین در سال ۱۳۵۰ کتاب «روزگار و اندیشه‌ها» را منتشر کرد؛ کتابی دو جلدی که شامل خاطرات اوست.
مشفق کاظمی رمان تهران مخوف را در سن هفده، هیجده سالگی نوشت و برای سردبیر روزنامه ستاره ایران فرستاد که در آن‌جا چاپ شد و بعداً به صورت کتاب درآمد.
انتشار تهران مخوف، در سال۱۳۰۱، کم و بیش همزمان بود با چند اتفاق ادبی مهم دیگر؛ یعنی انتشار شعر «افسانه» نیما یوشیج و مجموعه داستان «یکی بود یکی نبود» محمدعلی جمالزاده و نمایشنامه «جعفرخان از فرنگ آمده» حسن مقدم که هریک نقطه عطفی در ادبیات ایران بودند. زمینه حوادث جلد اول تهران مخوف، تهران پیش از کودتای ۱۲۹۹ است و نویسنده در جلد دوم کتاب، با عنوان «یادگار یک شب»، سرنوشت قهرمانان جلد اول را همزمان با وقوع این کودتا پی گرفته‌است. نوشتن این رمان، ظاهراً حدود دو سال و نیم طول کشیده است.

مشفق کاظمی در کتاب روزگار و اندیشه‌ها، که جلال ستاری در «اسطوره تهران» قسمت‌هایی از آن را که به تهران مخوف مربوط است نقل کرده، دربارهٔ نوشتن این رمان، نامگذاری آن و نگاه تجددخواهان آن روزگار از آن می‌نویسد: 
«یکی، دوبار صبح به منزل صادق مقدم می‌رفتم و در دالان زیر عمارت فوقانی منزلشان که به حیاط منتهی می‌شد و بسیار خنک بود، آنچه را نوشته بودم برای او و حسن مقدم می‌خواندم. حسن مقدم مرا بسیار تشویق و ترغیب می‌کرد و تنها به بعضی از قسمت‌های حکایت مانند راه قم و تعویض دختر ف… السلطنه با کلفت در این راه، ایراد داشت چه آن را مناسب با یک رمان حقیقت نما نمی‌دانست، اما من چون به سلیقه هم میهنان بیشتر آشنایی داشتم، حاضر نشدم تغییری در آن بدهم. هنگامی که کتاب تمام شد، چندی دربارهٔ برگزیدن نام شایسته و مناسبی برای آن می‌اندیشیدم و عاقبت تحت تأثیر همان مناظری که در زندگی اجتماعی و سیاسی تهران آن روز در پیش چشمم می‌گذشت تهران مخوف را برگزیدم
مشفق کاظمی در سال ۱۳۵۶ بر اثر سانحه رانندگی در شهر پاریس درگذشت.

## مسئولیت‌ها و مقام‌ها
- عضو هیئت تحریریه مجلات ایرانشهر و فرنگستان
- مؤسس و مدیر مجله ایران جوان
- رایزن فرهنگی وزارتخانه
- دبیر اول سفارت ایران در سوئد
- ریاست کل تشریفات وزارت امور خارجه

## آثار
- یادگار یک شب
- تهران مخوف
- گل پژمرده
- رشک پربها
- روزگار و اندیشه‌ها